# Zobera albopunctata
Zobera albopunctata är en fjärilsart som beskrevs av Freeman 1970. Zobera albopunctata ingår i släktet Zobera och familjen tjockhuvuden. Inga underarter finns listade i Catalogue of Life.